# Бах, Август Вильгельм
Август Вильгельм Бах (нем. August Wilhelm Bach; 4 октября 1796, Берлин — 15 апреля 1869, Берлин) — немецкий композитор и органист.

## Биография
Первоначальное музыкальное образование получил у своего отца, органиста церкви св. Троицы, затем у Карла Фридриха Цельтера и Людвига Бергера, а также в Берлинской певческой академии. В 1816 г. был органистом церкви св. Марии, с 1820 г. преподавал орган и теорию музыки в учреждённом Цельтером Институте церковной музыки, а после смерти Цельтера в 1832 г. стал его директором и возглавлял Институт до конца жизни. С 1833 г. также входил в руководство прусской Королевской академии искусств и преподавал в ней композицию. Среди учеников Баха, в частности, Август Готтфрид Риттер, Карл Август Хаупт, Жан Фогт, Вильгельм Харткес. В 1830-40-х гг. пользовался репутацией ведущего органиста Берлина, предпочитая произведения Иоганна Себастьяна Баха (с которым не состоял в родстве).
Кроме фуг, трио, прелюдий и постлюдий, Бах издал собрание различных музыкальных произведений под заглавием «Практический органист» (нем. Der praktische Organist); ему принадлежит также сборник хоралов («Choralbuch»), песен и псалмов.